# KTC Brugge
De Koninklijke Tennis Club Brugge (KTCB) is een tennisclub in Assebroek, een deelgemeente van Brugge. De club is aangesloten bij de Vlaamse Tennisvereniging (onderdeel van de Koninklijke Belgische Tennisbond) met clubnummer 2003. De KTCB heeft vijf gravelbanen.
De club is opgericht als Tennis et Hockey Club Brugeois op 24 juli 1928. Het was destijds de eerste club met een gravelbaan in Brugge. Op 4 maart 1929 werd de naam gewijzigd in Lawn-Tennis et Hockey Club de Bruges (LTHCB). In 1942 werd een deel van de grond verkocht om schulden af te lossen. In 1947 traden leden van de Tennis-Club Brugeois toe tot de LTHCB nadat een deel van hun grond in de Tweede Wereldoorlog door de bezetter was afgenomen. In 1950 werd de naam: TC de Bruges (TCB). In 1988 kreeg de club ter gelegenheid van het zestigjarig bestaan het Predicaat Koninklijk.
Nelly Landry (Adamson) die in 1948 het toernooi Roland Garros won is lid geweest van de LTHCB.